# René Arnoux
René Alexandre Arnoux (Grenoble, 4 luglio 1948) è un ex pilota automobilistico francese.
Attivo dalla metà degli anni settanta fino a tutti gli ottanta, ha corso sia in Formula 2, categoria nella quale ha vinto il titolo nel 1977, che in Formula 1, dove ha gareggiato per scuderie di primo piano quali Renault e Ferrari. Nella massima serie automobilistica ha disputato 164 Gran Premi, vincendone 7 e arrivando complessivamente 22 volte a podio.
Pilota combattivo e corretto, era noto per la sua schiettezza. Ritenuto come uno dei più veloci di tutto il Circus, secondo molti non riuscì mai ad esprimere appieno il suo potenziale, ma è ricordato come una delle figure più celebri della Formula 1.

## Carriera

### Le formule minori

Arnoux al Mugello, su Martini-Renault, nel corso del campionato europeo di Formula 2 1976

Trasferitosi da giovane a Moncalieri, cominciò la propria carriera lavorando come meccanico e lucidando le testate dei motori: questa esperienza, a detta del pilota, lo avrebbe aiutato poi negli anni successivi a sviluppare le vetture che guidava. Nello stesso periodo gareggiava nei kart in Italia. Nel 1972 si iscrisse poi ad una scuola di pilotaggio della ELF e di lì a breve prese parte al campionato di Formula Renault francese, conquistando il titolo nel 1973.
Approdato nel 1976 in Formula 2 con il team Martini, nel primo anno ottenne subito buoni risultati, con quattro vittorie, ma venne battuto all'ultima gara e per un solo punto dal connazionale Jean-Pierre Jabouille. Nel 1977 riuscì invece ad imporsi vincendo il campionato.

### Formula 1

#### L'arrivo in massima serie
1978
Questo costituì il naturale viatico per l'accesso alla Formula 1, in cui esordì nel 1978 alla guida del Team Martini. Visti i limitati mezzi della scuderia e la scarsità di soluzioni tecnologiche a disposizione, Arnoux non ebbe granché modo di mettersi in evidenza. La mancanza di sponsor causò poi difficoltà economiche che portarono il team a ritirarsi a stagione non ancora terminata. Arnoux si mise in luce negli ultimi 2 GP che corse con la Surtees, anch'essa tuttavia sull'orlo del fallimento economico, in sostituzione dell'infortunato Brambilla.

#### Gli anni in Renault
1979

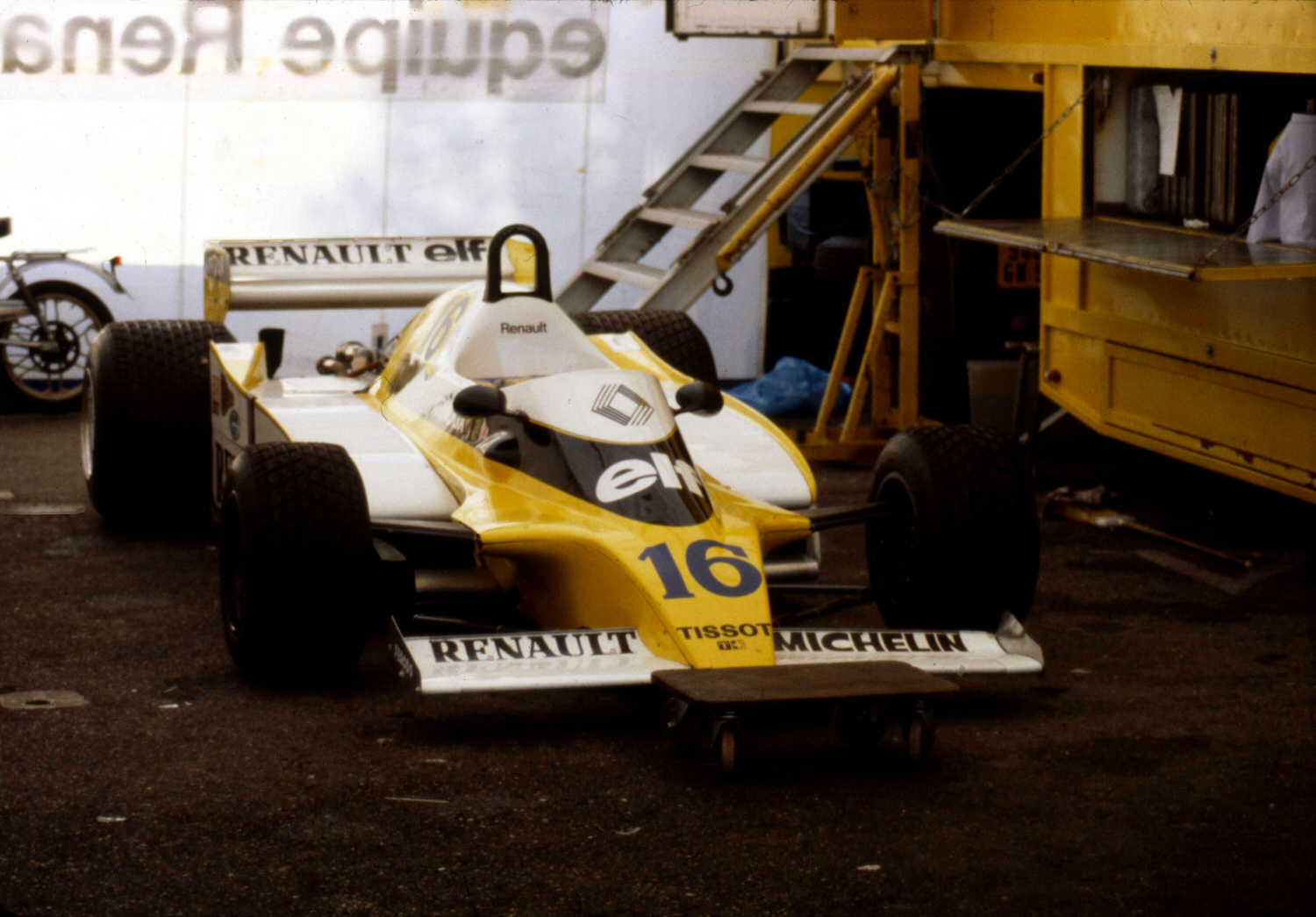
La Renault RS10 che Arnoux utilizzò durante la gara di Digione, in cui fu protagonista di un noto duello con Gilles Villeneuve.

All'inizio del 1979 Arnoux fu ingaggiato dalla Renault, scuderia che stava sperimentando i primi motori turbo, per affiancare il suo compatriota e prima guida Jean-Pierre Jabouille. L'inizio stagione fu avaro di risultati per entrambi i piloti del team, con Arnoux costretto al ritiro in cinque delle prime sette gare. La Renault, poi, vinse solamente il Gran Premio di casa, con Jabouille, ma fu proprio quella corsa che impose Arnoux all'attenzione di tutti. Accadde infatti che, negli ultimi giri, con Jabouille già avviato tranquillamente alla vittoria, Arnoux ingaggiò con Villeneuve un acceso duello per la conquista del secondo posto. Entrambi si superarono l'un l'altro più volte, abbassando ripetutamente il giro più veloce e arrivando anche a toccarsi in alcune occasioni, cercando comunque di mantenere la massima correttezza. Alla fine fu Villeneuve ad ottenere la seconda piazza, sia perché il francese cominciava ad accusare problemi al motore sia perché fu abile a sfruttare un errore del rivale. Quest'episodio è ricordato ancora oggi come uno dei più intensi e spettacolari della storia dell'automobilismo sportivo e rafforzò ulteriormente l'amicizia tra i due piloti, interrotta solo dalla morte di Villeneuve a Zolder nel 1982. Nel prosieguo della stagione i risultati migliorarono, tanto che Arnoux riuscì ad ottenere altri due podi, concludendo il campionato in ottava posizione.
1980

Arnoux su Renault RE20 al Gran Premio del Sudafrica 1980.

Il 1980 coincise con il primo successo di Arnoux nella massima serie automobilistica, conquistato alla seconda gara della stagione e replicato al successivo Gran Premio, grazie anche, in quest'ultimo caso, all'altitudine, che favoriva i motori turbo. Arnoux si ritrovò quindi in testa al mondiale, posizione che mantenne fino al Gran Premio di Monaco, dopo il quale fu scavalcato da Nelson Piquet. La seconda parte di stagione fu caratterizzata da una serie di problemi meccanici, tra i quali un guasto all'acceleratore al Gran Premio di Francia che gli fece perdere alcune posizioni mentre lottava per la piazza d'onore, che non permisero più ad Arnoux di vincere una gara. In effetti, grazie alla velocità offerta dal motore Renault, il francese poté realizzare diverse pole position in prova ufficiale, che tuttavia si concretizzarono in numerosi ritiri in gara perché il motore era tanto veloce quanto inaffidabile sulla distanza. Nonostante ciò, questo fu sufficiente perché si parlasse di Arnoux come uno dei piloti più veloci del lotto.
1981
Nel 1981 Arnoux si ritrovò un nuovo compagno di squadra: dopo un grave incidente subito alla fine della stagione precedente Jean-Pierre Jabouille aveva lasciato la scuderia e al suo posto era stato ingaggiato il giovane Alain Prost. L'inizio stagione fu molto difficile per il pilota francese, soprattutto perché si aspettava l'introduzione della Renault RE30 in sostituzione della RE20, tanto che mancò la qualificazione al Gran Premio del Belgio. Con l'avanzare della stagione, le sue buone prestazioni in prova non diedero frutti in gara, in quanto non andò mai oltre un secondo posto, ottenuto al Gran Premio d'Austria. Il pilota transalpino venne spesso colpito da inconvenienti tecnici, come quello nel Gran Premio di Gran Bretagna, che avrebbe potuto vincere se non fosse stato fermato da un guasto al motore a pochi giri dal termine. Il suo compagno di squadra si dimostrò inoltre regolarmente più veloce di lui e tra di loro non vi era simpatia, situazione che si sarebbe tramutata in accesa rivalità l'anno seguente. Arnoux chiuse la sua stagione con undici punti ottenuti, piazzandosi al nono posto nella classifica piloti.
1982

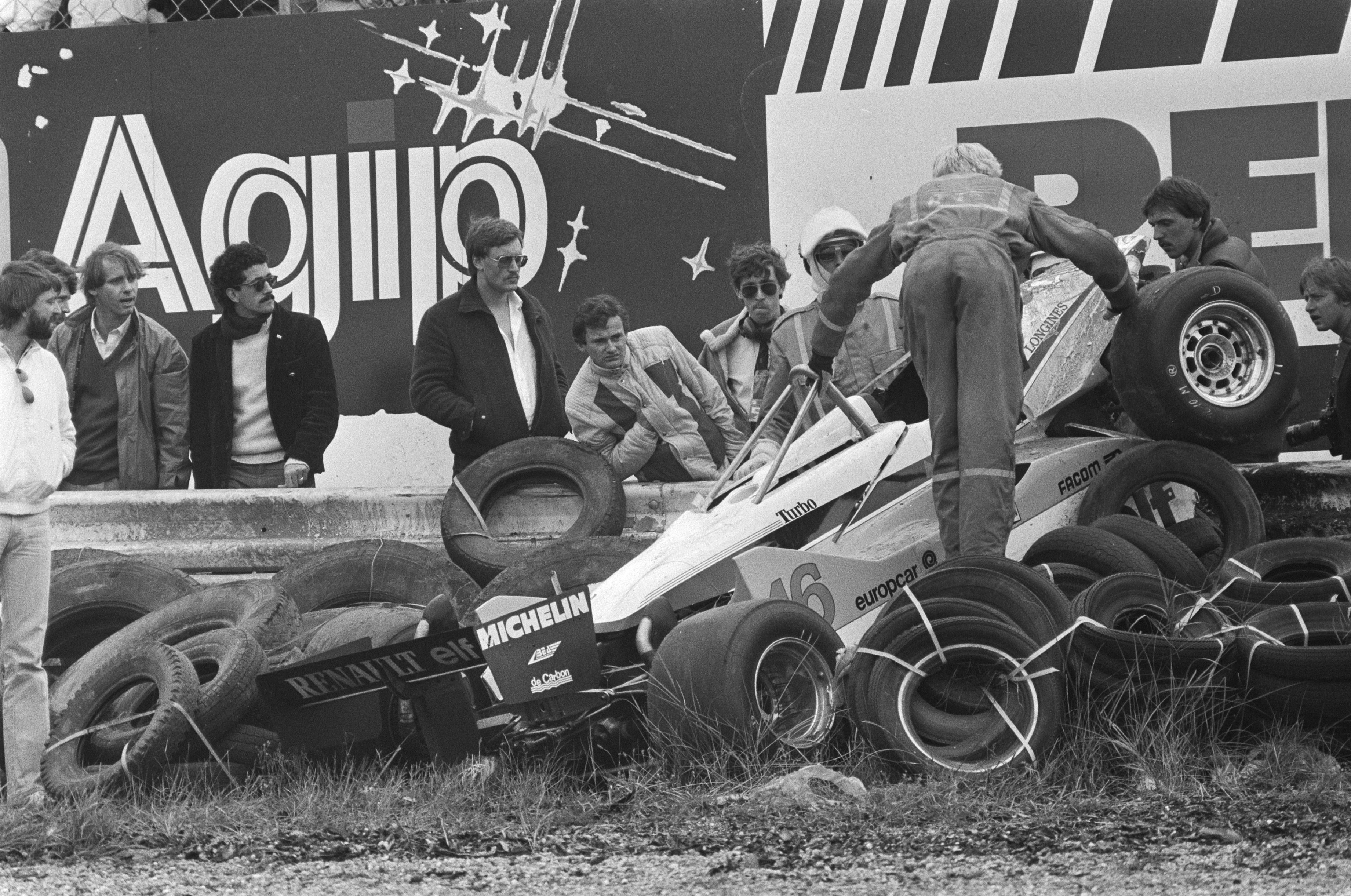
La vettura di Arnoux dopo l'incidente al Gran Premio d'Olanda

La stagione 1982 vide Arnoux partire in pole position nel primo Gran Premio, grazie anche all'altitudine che favoriva le vetture munite di motore turbo. Concluse la gara al terzo posto, ma per tutta la prima parte di stagione non riuscì ad ottenere alcun risultato di rilievo, costretto al ritiro da incidenti ed avarie meccaniche. Al Gran Premio di Francia, poi, il conflitto con il compagno di squadra raggiunse il culmine: quel giorno la Renault realizzò la prima doppietta in Formula 1 della sua storia, ma a imporsi fu proprio Arnoux davanti al compagno di squadra. Furioso, nel dopogara Prost si dichiarò tradito dal suo compagno di squadra, visto che a suo dire questi non avrebbe rispettato l'ordine di scuderia di lasciar vincere colui che tra i due fosse meglio piazzato in classifica. Arnoux ribatté semplicemente che non gli risultavano esservi ordini di scuderia di qualsiasi tipo, e che quindi lui era libero di giocarsi le sue carte in gara come meglio gli conveniva. Questo episodio determinò la fine del rapporto con la casa francese, che lo lasciò libero di passare alla Ferrari per l'anno successivo.
Già a Monza venne infatti annunciata la firma del contratto con la scuderia di Maranello, che aveva perso durante la stagione Villeneuve e Pironi. Arnoux vinse poi il Gran Premio d'Italia proprio davanti alle due Ferrari di Tambay e Andretti. Chiuse quindi la sua stagione sesto, con ventotto punti ottenuti.

#### Il passaggio in Ferrari (1983-1985)
1983

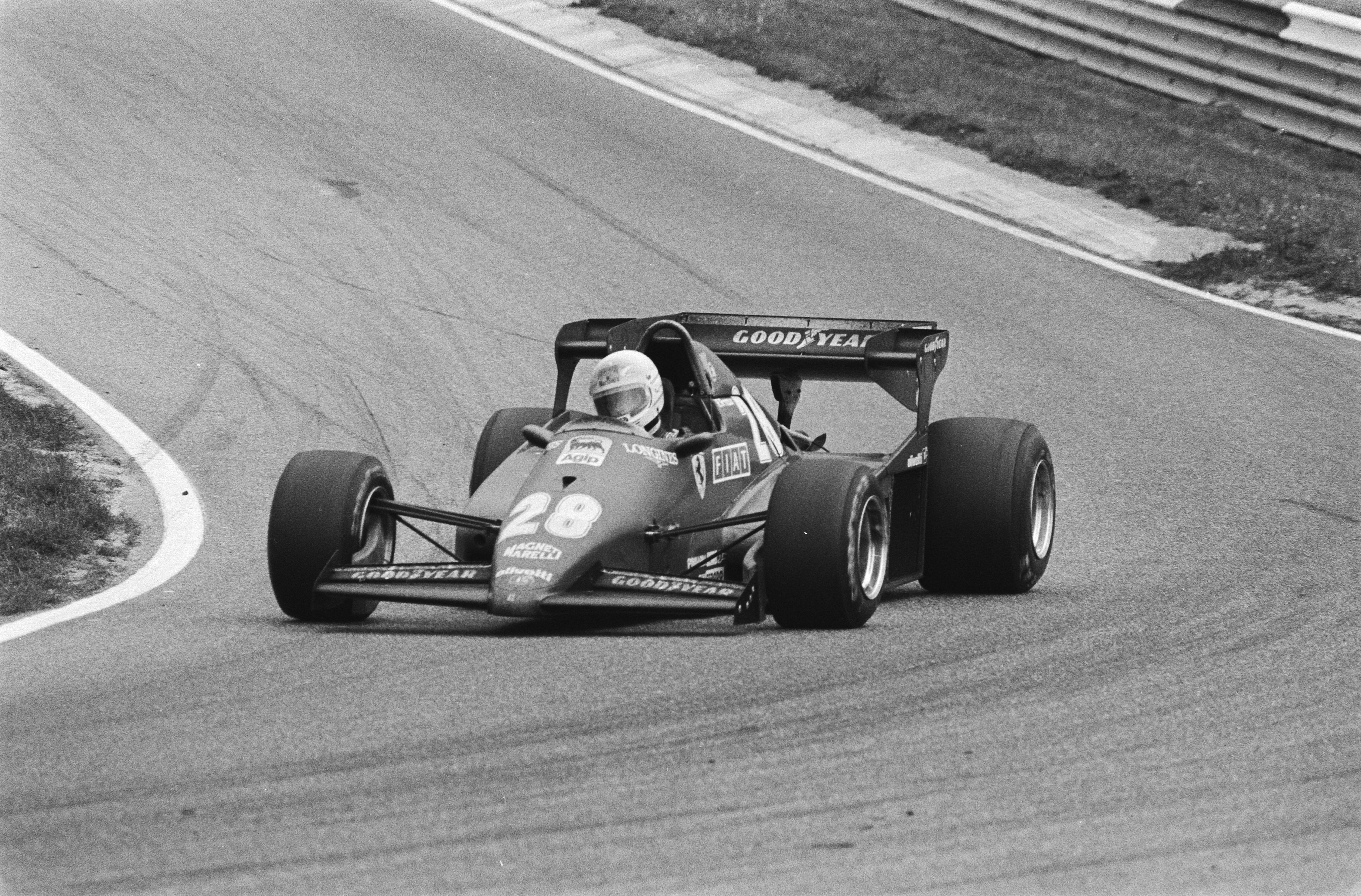
Arnoux alla guida della sua 126 C3 durante il Gran Premio d'Olanda, in cui riuscì a imporsi.

Nel 1983 Arnoux ebbe la possibilità di competere, insieme al suo compagno di squadra Patrick Tambay, per il campionato del mondo. La stagione, però, iniziò in sordina, con appena otto punti conquistati nelle prime sette gare, che attirarono al pilota francese alcune critiche da parte dei tifosi. Al Gran Premio del Canada, però, Arnoux conquistò la prima vittoria stagionale, dopo essere partito dalla pole position, rimettendosi in gioco nella lotta per il titolo.
A partire poi dal Gran Premio di Germania venne messa a disposizione dei piloti la nuova vettura, la 126 C3, di cui a Maranello erano entusiasti, con cui il francese vinse al debutto. A questo piazzamento seguirono un altro successo e due secondi posti che catapultarono Arnoux ad una manciata di punti da Prost quando mancavano due gare alla fine. Al Gran Premio d'Europa, però, il ferrarista non andò oltre il nono posto e il ritiro per un cedimento del motore a Kyalami lo tagliò definitivamente fuori dalla possibilità di conquistare il titolo. Chiuse la stagione al terzo posto, suo miglior risultato di sempre, con quarantanove punti ottenuti.
1984

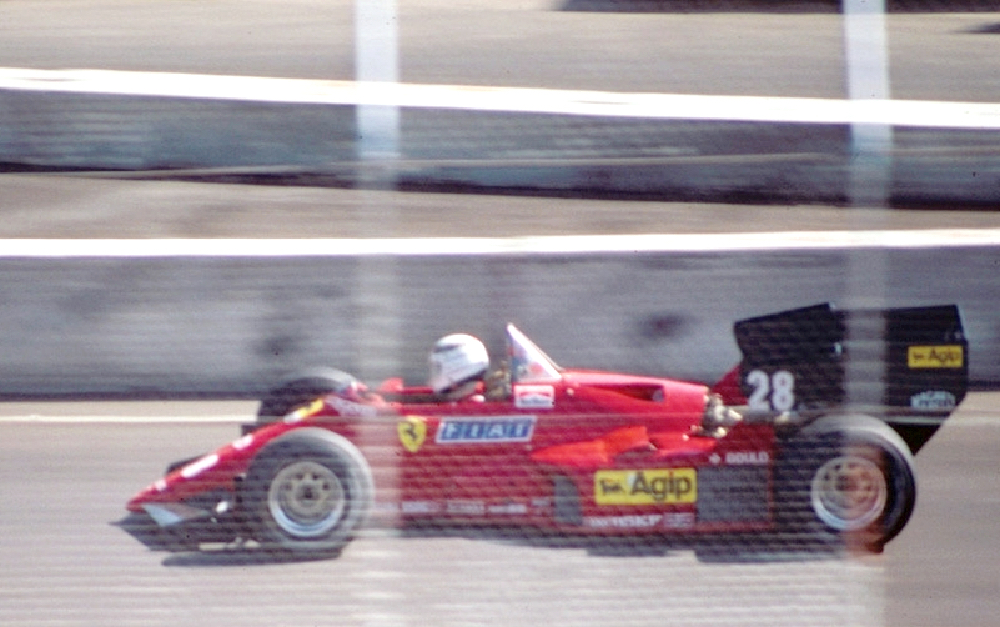
Arnoux al Gran Premio degli Stati Uniti 1984

L'anno successivo Arnoux si trovò come nuovo compagno di squadra Michele Alboreto, che godeva di maggior considerazione da parte della stampa nazionale, la quale, durante la stagione, osteggiò a più riprese il francese, accusandolo di essere inconcludente e incapace di guidare la propria vettura, critiche che provenivano occasionalmente pure dall'interno del team. Il francese si ritrovò quindi nuovamente sotto pressione. La stagione 1984 fu però dominata dalle McLaren di Niki Lauda e Alain Prost.
Durante i test invernali i risultati furono discreti, ma nelle prime due gare non ottenne alcun risultato utile, venendo costretto al ritiro in entrambe le occasioni. Il primo risultato di rilievo venne conquistato al Gran Premio del Belgio, con Arnoux in grado di conquistare un terzo posto, dietro a Warwick e al vincitore Alboreto. Seguì poi una serie di quattro risultati utili consecutivi, tra cui due podi. Nonostante ciò Enzo Ferrari non perdeva occasione per attaccarlo; nel mentre il francese denunciava i limiti della vettura, in contrapposizione alle dichiarazioni ottimistiche di Alboreto. Durante l'estate ottenne comunque il rinnovo del contratto anche per la stagione seguente. L'ultimo acuto della stagione fu un secondo posto ottenuto al Gran Premio degli Stati Uniti, dopodiché arrivarono alcuni piazzamenti a punti. Concluse l'annata sesto con ventisette punti.
1985
Nel 1985, dopo appena una gara, tra l'altro conclusa al quarto posto, Arnoux fu inaspettatamente licenziato dalla Ferrari e sostituito dallo svedese Stefan Johansson, ufficialmente per un problema fisico, ma le vere ragioni rimangono tuttora sconosciute e né il francese né la Scuderia hanno mai contribuito a chiarire i motivi dell'esclusione dal team di Arnoux. Praticamente senza un volante per tutta la stagione, passò il resto dell'anno a cercare un contratto per il campionato successivo, forte ancora dell'appoggio della Marlboro. Inizialmente sembrava certo il suo passaggio alla Toleman, ma alla fine venne messo sotto contratto dalla Ligier.

#### Le ultime stagioni in Ligier
1986
Accasatosi quindi alla Ligier, nelle sue ultime stagioni Arnoux non riuscì più a conquistare alcuna vittoria. Nonostante ciò nel 1986 riuscì ad ottenere discreti risultati. Alla prima gara della stagione arrivò quarto dopo essere partito dalla medesima posizione, risultato conquistato in altre due occasioni durante l'anno. Sarebbe pure potuto salire sul podio al Gran Premio di Gran Bretagna se non si fosse dovuto fermare più volte ai box per sostituire le gomme, che degradavano troppo velocemente. Durante l'anno si parlò poi di un suo eventuale abbandono della scuderia in quanto non era d'accordo con l'adozione dei motori Alfa Romeo, ritenuti poco affidabili dal pilota. Alla fine della stagione Arnoux non andò oltre il decimo posto in classifica piloti, con quattordici punti.
1987
Poche settimane prima dell'inizio della stagione Arnoux fu protagonista di un grave incidente sulla pista di Jerez, dove la sua vettura uscì di pista a circa 300 chilometri orari. La vettura venne completamente distrutta, mentre il pilota rimase ferito in maniera non grave. Ripresosi in breve tempo, durante gli ultimi test stagionali si espresse con durezza nei confronti dei motori Alfa Romeo, accusando pure i tecnici della scarsa affidabilità dei propulsori, dichiarazioni che contribuirono alla rottura del contratto tra il team francese e la casa italiana, anche se un ruolo ancor più importante lo giocò la FIAT, che aveva da poco rilevato l'Alfa Romeo. La Ligier dovette quindi ricorrere ai motori Megatron e fu costretta a saltare il primo Gran Premio stagionale. Rientrato per il Gran Premio di San Marino, Arnoux non prese il via a causa di un problema ad una sospensione. Al Gran Premio del Belgio, però, riuscì ad ottenere un sesto posto e quindi un punto, unico risultato utile conquistato durante la stagione. Il resto dell'anno fu caratterizzato da vari ritiri e piazzamenti fuori dalla zona punti.
1988
Il 1988 consentì al pilota francese di togliersi ben poche soddisfazioni, nonostante la Ligier avesse messo a disposizione un nuovo telaio e avesse concluso un accordo con la Judd per la fornitura di motori, ritenuti di discreta qualità. La causa del fallimento fu un'errata progettazione della vettura da parte di Michel Tetu, che pose il serbatoio alle spalle del motore, al contrario di quanto avveniva solitamente. Per due volte, inoltre, il pilota mancò la qualificazione e in gara il suo miglior risultato fu un decimo posto, ottenuto al Gran Premio del Portogallo. Frequenti furono pure i ritiri, che toccarono quota nove in sedici gare. Arnoux chiuse quindi la stagione senza aver conquistato alcun punto.
1989
Anche il 1989 si rivelò molto difficile per il pilota transalpino. La nuova vettura si rivelò scarsamente competitiva, tanto che mancò la qualificazione in tre delle prime cinque gare, inoltre le sue prestazioni in pista erano spesso inferiori a quelle del suo giovane compagno di squadra Olivier Grouillard. Al Gran Premio del Canada, però, Arnoux conquistò un quinto posto di grande importanza per la scuderia, in quanto permetteva di evitare di partecipare alle pre-qualifiche. Alcune settimane più tardi fu anche protagonista di un incidente durante un test a Silverstone, dal quale uscì illeso nonostante lo schianto fosse avvenuto a oltre duecento chilometri orari. A fine anno, poi, annunciò il ritiro dalla Formula 1, chiudendo la sua ultima stagione con due punti ottenuti.

### Dopo il ritiro
Nel 1997 Arnoux affiancò Gianfranco Mazzoni come commentatore tecnico delle gare di Formula 1 per la Rai, in Italia. Arnoux è attivo nel mondo del karting indoor ed è stato fra i piloti invitati a disputare il campionato Grand Prix Masters, riservato alle vecchie glorie di Formula 1. È, inoltre, cofondatore del team di GP2 DAMS.
Dal 2022 fa parte del programma televisivo Autocollection, in onda su Rai 2, dedicato alle auto d’epoca.

## Risultati

### Risultati in Formula 1
| 1978 | Scuderia        | Vettura   |  |  |    |  |     |   |  |  |    |  |     |   |     |  |   |     |  | Punti | Pos. |
| ---- | --------------- | --------- |  |  | -- |  | --- | - |  |  | -- |  | --- | - | --- |  | - | --- |  | ----- | ---- |
| 1978 | Martini Surtees | MK23 TS20 |  |  | NQ |  | NPQ | 9 |  |  | 14 |  | NPQ | 9 | Rit |  | 9 | Rit |  | 0     |      |

| 1979 | Scuderia | Vettura   |     |     |     |    |   |     |     |   |   |     |   |     |     |     |   |  |  | Punti | Pos. |
| ---- | -------- | --------- | --- | --- | --- | -- | - | --- | --- | - | - | --- | - | --- | --- | --- | - |  |  | ----- | ---- |
| 1979 | Renault  | RS01 RS10 | Rit | Rit | Rit | NP | 9 | Rit | Rit | 3 | 2 | Rit | 6 | Rit | Rit | Rit | 2 |  |  | 17    | 8º   |

| 1980 | Scuderia | Vettura |     |   |   |   |   |     |   |    |     |   |   |    |     |   |  |  |  | Punti | Pos. |
| ---- | -------- | ------- | --- | - | - | - | - | --- | - | -- | --- | - | - | -- | --- | - |  |  |  | ----- | ---- |
| 1980 | Renault  | RE20    | Rit | 1 | 1 | 9 | 4 | Rit | 5 | NC | Rit | 9 | 2 | 10 | Rit | 7 |  |  |  | 29    | 6º   |

| 1981 | Scuderia | Vettura    |   |     |   |   |    |     |   |   |   |    |   |     |     |     |     |  |  | Punti | Pos. |
| ---- | -------- | ---------- | - | --- | - | - | -- | --- | - | - | - | -- | - | --- | --- | --- | --- |  |  | ----- | ---- |
| 1981 | Renault  | RE20B RE30 | 8 | Rit | 5 | 8 | NQ | Rit | 9 | 4 | 9 | 13 | 2 | Rit | Rit | Rit | Rit |  |  | 11    | 9º   |

| 1982 | Scuderia | Vettura |   |     |     |     |     |     |    |     |     |     |   |   |     |     |   |     |  | Punti | Pos. |
| ---- | -------- | ------- | - | --- | --- | --- | --- | --- | -- | --- | --- | --- | - | - | --- | --- | - | --- |  | ----- | ---- |
| 1982 | Renault  | RE30B   | 3 | Rit | Rit | Rit | Rit | Rit | 10 | Rit | Rit | Rit | 1 | 2 | Rit | Rit | 1 | Rit |  | 28    | 6º   |

| 1983 | Scuderia | Vettura        |    |   |   |   |     |     |     |   |   |   |   |   |   |   |     |  |  | Punti | Pos. |
| ---- | -------- | -------------- | -- | - | - | - | --- | --- | --- | - | - | - | - | - | - | - | --- |  |  | ----- | ---- |
| 1983 | Ferrari  | 126 C2B 126 C3 | 10 | 3 | 7 | 3 | Rit | Rit | Rit | 1 | 5 | 1 | 2 | 1 | 2 | 9 | Rit |  |  | 49    | 3º   |

| 1984 | Scuderia | Vettura |     |     |   |   |   |   |   |     |   |   |   |   |    |     |   |   |  | Punti | Pos. |
| ---- | -------- | ------- | --- | --- | - | - | - | - | - | --- | - | - | - | - | -- | --- | - | - |  | ----- | ---- |
| 1984 | Ferrari  | 126 C4  | Rit | Rit | 3 | 2 | 4 | 3 | 5 | Rit | 2 | 6 | 6 | 7 | 11 | Rit | 5 | 9 |  | 27    | 6º   |

| 1985 | Scuderia | Vettura |   |  |  |  |  |  |  |  |  |  |  |  |  |  |  |  |  | Punti | Pos. |
| ---- | -------- | ------- | - |  |  |  |  |  |  |  |  |  |  |  |  |  |  |  |  | ----- | ---- |
| 1985 | Ferrari  | 156-85  | 4 |  |  |  |  |  |  |  |  |  |  |  |  |  |  |  |  | 3     | 17º  |

| 1986 | Scuderia | Vettura |   |     |     |   |     |   |     |   |   |   |     |    |     |   |    |   |  | Punti | Pos. |
| ---- | -------- | ------- | - | --- | --- | - | --- | - | --- | - | - | - | --- | -- | --- | - | -- | - |  | ----- | ---- |
| 1986 | Ligier   | JS27    | 4 | Rit | Rit | 5 | Rit | 6 | Rit | 5 | 4 | 4 | Rit | 10 | Rit | 7 | 15 | 7 |  | 14    | 10º  |

| 1987 | Scuderia | Vettura     |  |    |   |    |    |     |     |     |     |    |    |     |     |     |     |     |  | Punti | Pos. |
| ---- | -------- | ----------- |  | -- | - | -- | -- | --- | --- | --- | --- | -- | -- | --- | --- | --- | --- | --- |  | ----- | ---- |
| 1987 | Ligier   | JS29B JS29C |  | NP | 6 | 11 | 10 | Rit | Rit | Rit | Rit | 10 | 10 | Rit | Rit | Rit | Rit | Rit |  | 1     | 19º  |

| 1988 | Scuderia | Vettura |     |    |     |     |     |     |    |    |    |     |     |    |    |     |    |     |  | Punti | Pos. |
| ---- | -------- | ------- | --- | -- | --- | --- | --- | --- | -- | -- | -- | --- | --- | -- | -- | --- | -- | --- |  | ----- | ---- |
| 1988 | Ligier   | JS31    | Rit | NQ | Rit | Rit | Rit | Rit | NQ | 18 | 17 | Rit | Rit | 13 | 10 | Rit | 17 | Rit |  | 0     |      |

| 1989 | Scuderia | Vettura |    |    |    |    |    |   |     |    |    |    |     |   |    |    |    |     |  | Punti | Pos. |
| ---- | -------- | ------- | -- | -- | -- | -- | -- | - | --- | -- | -- | -- | --- | - | -- | -- | -- | --- |  | ----- | ---- |
| 1989 | Ligier   | JS33    | NQ | NQ | 12 | 14 | NQ | 5 | Rit | NQ | 11 | NQ | Rit | 9 | 13 | NQ | NQ | Rit |  | 2     | 23º  |

| Legenda | 1º posto     | 2º posto | 3º posto    | A punti         | Senza punti/Non class.  | Grassetto – Pole position Corsivo – Giro più veloce |
| Legenda | Squalificato | Ritirato | Non partito | Non qualificato | Solo prove/Terzo pilota | Grassetto – Pole position Corsivo – Giro più veloce |

### Risultati in Formula 2
| Stagione | Team                | 1     | 2       | 3       | 4     | 5       | 6     | 7      | 8       | 9     | 10      | 11      | 12    | 13    | Punti | Pos. |
| -------- | ------------------- | ----- | ------- | ------- | ----- | ------- | ----- | ------ | ------- | ----- | ------- | ------- | ----- | ----- | ----- | ---- |
| 1974     | Ecurie Elf          | MON   | HOC     | PAU     | SAL   | HOC     | MUG   | KAR    | PER     | HOC   | VAL Rit |         |       |       | 0     | NC   |
| 1976     | Automobiles Martini | HOC 2 | THR 7   | VAL Rit | SAL 4 | PAU 1   | HOC 5 | ROU 10 | MUG 2   | PER 1 | EST 1   | NOG Rit | HOC 3 |       | 52    | 2º   |
| 1977     | Equipe Renault Elf  | SIL 1 | THR Rit | HOC 2   | NÜR 5 | VAL Rit | PAU 1 | MUG 16 | ROU Rit | NOG 1 | PER 2   | MIS Rit | EST 2 | DON 6 | 52    | 1º   |

### Risultati nel Campionato del mondo sportprototipi
| 1974 | Scuderia            | Vettura     | Italia (bandiera) | Belgio (bandiera) | Germania Ovest (bandiera) | Italia (bandiera) | Francia (bandiera) | Austria (bandiera) | Stati Uniti (bandiera) | Francia (bandiera) | Regno Unito (bandiera) | Sudafrica (bandiera) |
| ---- | ------------------- | ----------- | ----------------- | ----------------- | ------------------------- | ----------------- | ------------------ | ------------------ | ---------------------- | ------------------ | ---------------------- | -------------------- |
| 1974 | Michel Dupont Scato | Chevron B26 |                   |                   |                           |                   |                    |                    |                        | Rit                |                        |                      |

### Risultati nella 24 Ore di Le Mans
| Anno | Classe | N° | Gomme | Vettura                                   | Squadra                    | Co-piloti                   | Giri | Pos. Assol. | Pos. di Classe |
| ---- | ------ | -- | ----- | ----------------------------------------- | -------------------------- | --------------------------- | ---- | ----------- | -------------- |
| 1977 | S +2.0 | 16 | M     | Renault Alpine A442 Renault 2.0L Turbo V6 | J. Haran de Chaunac        | Didier Pironi Guy Fréquelin | 0    | DNF         | DNF            |
| 1994 | LMGT1  | 40 | M     | Dodge Viper RT/10 Dodge 8.0L V10          | Rent-A-Car Racing          | Justin Bell Bertrand Balas  | 273  | 12º         | 3º             |
| 1995 | WSC    | 1  | G     | Dodge Viper RT/10 Ferrari F310E 4.0L V12  | Euromotorsport Racing Inc. | Massimo Sigala Jay Cochran  | 7    | DNF         | DNF            |